# Nyitott oktatás
A nyitott oktatás (open learning, Offene Unterricht) egy oktatási koncepció, amely az iskolai oktatás megújítását célozza, és amely a korábbi tanár centrikus és tantervcentrikus tanítási koncepció helyett jobban koncentrál a gyerekek igényeire. A nyitott tanításban változik a tanár, a tanuló szerepe. A tanár nem áll az oktatás középpontjában. hanem egy tanulási környezetet készít elö az iskolán belül és kivül, amelyben a gyerekek magukat megszervezhetik. A nyitott tanítás váltakozik olyan idöszakok között, amit a tanár tervez illetve a tanulók részben vagy egészben állítanak össze. A tanulás tervezésében az érintett gyerekeknek nagy szerepe lesz, tanulásukat önmaguk szabályozzák és irányítják. A tanár szerepe is változik. Korábbi információ monopóliuma megszűnik, és helyette a fő feladata a gyerekek tanulásának támogatása lesz, ami számos formában megnyilvánul: a tanár ezentúl nem tanít, hanem csak impulzusokat ad, nem írja elő a tananyagot, hanem a gyerekek saját motivációjára épít.

## A nyitott oktatás fogalma
Az oktatási elméletben nincs elfogadott közös meghatározás a "nyitott" oktatásról. A legtöbb esetben a "nyitott oktatás" azt jelenti, hogy az adott oktatási forma nyitottabb, mint a frontális oktatás .
Falko Peschel „Nyitott oktatás” című disszertációja meghatározó beosztást használ fel annak meghatározására, hogy a tanítás bármilyen formája miként írható le a nyitottság szempontjából. A nyílt tanítás Peschels-koncepciója néha a tudományos irodalomban „radikálisan nyitott oktatásnak” tekinthető.

## Általános definició
A nyitott oktatás abban különbözik más oktatási formáktól, hogy:
- A gyerekek egyedi (individuális) szak és szakokon átívelő tanulási érdeklődése határozza meg a tanulási folyamatot,
- ezen túl a társadalmi folyamatokat és
- a tanulócsoporton kívüli interakciókat - a beleértve az iskolán kívülieket is -

a gyerekek maguk szabályozzák.
A nyított oktatás alapvető eleme a tanulók egyénisége a csoportban és a tanulók érdeklődése. A tanítást értelmetlen tárgyakra felosztani, mint egy tartalmi kánont meghatározni.
A nyitott oktatás mint szervezeti forma azonban korlátlan támogatást igényel az érintett felnőttektől (tanárok, iskolaigazgatás és szervezet, szülők) minden szakaszban. Idővel a tanulók csoportja stabilizálódik és függetlenné válik a tanár döntéseitöl.
A nyitott oktatás sok tapasztalatot halmozott fel. A koncepciót alapító és terjesztő oktatók elsősorban Hans Brügelmann, Falko Peschel, Jörg Ramseger és Wulf Wallrabenstein.

## Következtetések a gyakorlatban
Annak, hogy a nyitott oktatásban a vezető szervezési elv az egyének érdeklődése az egyes tantárgyak önérdekei helyett messzemenő következményei vannak.
Szervezeti
A tanulók maguk döntenek:
időben : hogy mikor foglalkoznak egy témával,
térben : hogy hol dolgoznak egy témával,
kooperáció : hogy akivel foglalkozik egy témával
Módszerbeli
A tanulók maguk döntenek:
Hogyan dolgozzák fel a témájukat
Mely módszerü megközelítés a választanak egy témához
Tartalmi
A tanulók maguk döntenek:
Mit dolgoznak / milyen témában dolgoznak
Társas
A tanulók maguk döntenek:
az osztály életének szabályairól és útjáról
a problémás esetekben felmerülő következményekről
Személyes
A tanulók maguk döntenek:
Milyen értékeket és prioritásokat választanak életükhez?

## A nyitott oktatás formái
A szokásos formái a nyitott oktatásnak:
- Szabad munka
- Projekt munka
- Felfedezö tanulás
- Kutató tanulás
- Önirányított tanulás

Bizonyos feltételek esetén a következö munkaformák a nyitott oktatás formái lehetnek, nevezetesen akkor ha a tanulók önállóan és feleösen a saját maguk által választott munkán dolgozhatnak. Ezek a formák lehetnek ugyanúgy zárt formák is (tanár-, tananyagközpontú)
- Heti terv
- Mühely oktatás

## Lásd még
- Demokratikus iskolák
- Konstruktivista didaktika

## Publikációk a pescheli definició szerinti nyitott oktatásról
- F. Peschel: Offener Unterricht - Idee, Realität, Perspektive und ein praxiserprobtes Konzept zur Diskussion. Band I: Allgemeindidaktische Überlegungen. Band II: Fachdidaktische Überlegungen. Schneider Verlag Hohengehren, Baltmannsweiler 2002.
- F. Peschel: Offener Unterricht in der Evaluation Teil I. 2. Auflage. Schneider Verlag Hohengehren, Baltmannsweiler 2006.
- F. Peschel: Offener Unterricht in der Evaluation Teil II. 2. Auflage. Schneider Verlag Hohengehren, Baltmannsweiler 2006.
- H. Brügelmann: Schule verstehen und gestalten  – Perspektiven der Forschung auf Probleme von Erziehung und Unterricht. Libelle Verlag, CH-Lengwil 2005.
- J. Göndör: Offener Unterricht: ... hier lerne ich was ich will! Von der Freiheit, das eigene Lernen im Unterricht selbst zu bestimmen. Edition Winterkorn, Borsdorf 2013, ISBN 978-3-86468-520-0.

## Publikációk általában a nyitott oktatásról
- Michael Bannach: Selbstbestimmtes Lernen. Freie Arbeit an selbst gewählten Themen. Baltmannsweiler 2002, ISBN 3-89676-525-6.
- Michael Bannach, L. Sebold, B. Wehmeyer (Hrsg.): Wege zur Öffnung des Unterrichts. Oldenbourg Verlag, München 1997, ISBN 3-486-98749-6.
- Hans Brügelmann, Erika Brinkmann: Öffnung des Anfangsunterrichts. Theoretische Prinzipien, unterrichtspraktische Ideen und empirische Befunde. 2. Auflage. Arbeitsgruppe Primarstufe/ Universität. Universi Verlag, Siegen 2009.
- Eiko Jürgens: Die ‚neue‘ Reformpädagogik und die Bewegung Offener Unterricht - Theorie, Praxis und Forschungslage. 6. Auflage. Academia Verlag, Sankt Augustin 2004, ISBN 3-89665-323-7.

## Magyar publikációk a pescheli definició szerinti nyitott oktatásról
- Hannelore Zehnpfennig: Miért hagytam fel a frontális tanítással?
- Falko Peschel: A tanulás demokratizálása
- "Open learning" a Harzbergi demokratikus iskolában
- Falko Peschel: Az iskola, ahol a gyerekek eredményesen és értelmesen tanulni tudnak és akarnak.